# Osan
Pour les articles homonymes, voir Osan (homonymie).
Osan est une ville de Corée du Sud, dans la province du Gyeonggi, à environ 50 km au sud de Séoul.
Le 4 juillet 1950, la ville est le théâtre de la première bataille terrestre entre les forces américaines et nord-coréennes de la guerre de Corée.

Une base aérienne de l'USAF, Osan Air Base, y est installé depuis 1951.

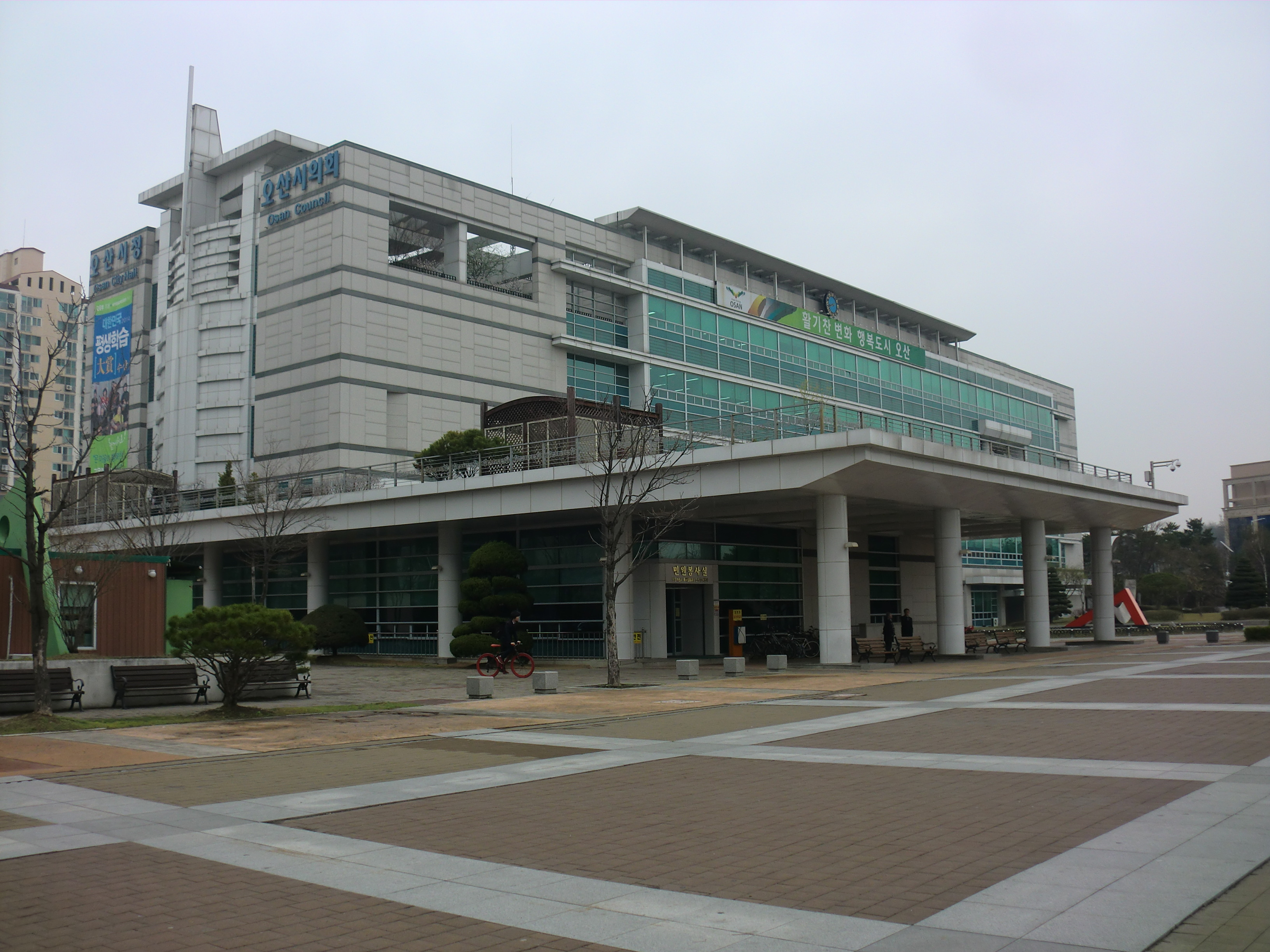
Hôtel de ville d'Osan à Osan-si, Gyeonggi-do

## Transports
La Gare d'Osan et la station d'Osan de la ligne 1 du métro de Séoul.

## Jumelage
Hidaka (Japon),
 Killeen (États-Unis).